# Harmonicon
Harmonicon is een geslacht van spinnen uit de familie Dipluridae.

## Soorten
De volgende soorten zijn bij het geslacht ingedeeld: 
- Harmonicon audeae Maréchal & Marty, 1998
- Harmonicon candango Wermelinger-Moreira, Castanheira & Baptista, 2024
- Harmonicon cerberus Pedroso & Baptista, 2014
- Harmonicon oiapoqueae Drolshagen & Bäckstam, 2011
- Harmonicon rufescens F. O. Pickard-Cambridge, 1896